# Jeanvion Yulu-Matondo
Pour les articles homonymes, voir Matondo.
Jeanvion Yulu-Matondo, né le 5 janvier 1986 à Kinshasa (République démocratique du Congo), est un footballeur belge qui évolue au poste d'attaquant.

## Biographie
Son père, grand amateur de football, lui a donné le prénom de Jeanvion par référence au grand joueur français Gérard Janvion dont il était fan.

## Carrière
De 1999 à 2001, il a été formé au Futurosport du Royal Excelsior Mouscron. Arrivé au FC Bruges, il intègre le Noyau A en 2005.
Il était également international belge espoirs.

## Clubs
- 1996-1999 : R. Ans FC (jeunes)  Belgique
- 1999-2001 : Excelsior Mouscron (jeunes)  Belgique
- 2001-2005 : FC Bruges (jeunes)  Belgique
- 2005-2007 : FC Bruges  Belgique (50 matchs, 12 buts)
- 2007-2011 : Roda JC  Pays-Bas (84 matchs, 13 buts)
- 2011 : Levski Sofia  Bulgarie
- 2011-2013 : KVC Westerlo  Belgique
- 2013 : Bury FC  Angleterre
- 2014 : Ittihad Alexandrie  Égypte(17 matchs ,7 but)
- 2015: Oțelul Galați  Roumanie (7 matchs)

## Palmarès
FC Bruges
- Vainqueur de la Coupe de Belgique en 2007
- Champion de Belgique en 2005

Roda JC
- Finaliste de la coupe de Hollande en 2008